# Acacio Mañé Elá
Acacio Mañé Elá (c. 1904 – 1959) es considerado uno de los primeros líderes nacionalistas e independentistas ecuatoguineanos.

## Biografía
Acacio Mañé Elá nació en el seno de la sociedad fang de la colonia continental afroespañola, concretamente en el clan Esambira, grupo originario, como el clan Esamengón, de la región ubicada al sur de Duala (Camerún). En 1919 fue admitido en el Colegio de la Misión Católica de Bata. Fue bautizado en 1922, tomando el nombre de uno de los responsables de la Misión católica, el P. Acacio Ferraz. Ambos clanes se vincularían hacia los años cuarenta, cuando un pariente de Acacio Mañé, Amadeo Mangue, se casó con una miembro del clan vecino Esamengón, Isabel Mbang. 
Mañé, natural de Ndjiakom-Esambira, perteneciente al distrito de Bata (en la actual provincia Litoral), se desempeñó como agricultor en la ribera norte del río Campo como gran parte de los fang asentados en el extremo norte de la Región Continental de Guinea Ecuatorial de los distritos de Bata, Niefang, Mikomeseng y Ebibeyín respectivamente. Fue miembro del Patronato de Indígenas y uno de los líderes de la organización Cruzada Nacional de Liberación de Guinea Ecuatorial (CNLGE), creada a inicios de la década de 1950, si bien algunas fuentes proponen como fecha de su creación 1947 o 1948. Mantuvo contactos con los líderes tradicionalistas de su región como Julián Oló Nzo de Ntuba-Esamengón y otros.
Mañé desarrolló en la época una vasta y profunda actividad de proselitismo hacia sus ideas pro-independentistas, realizada sobre todo entre las capas sociales más cultas o prósperas, y personalidades con influencia social, como maestros auxiliares, administrativos, agricultores y catequistas. Algunos de sus partidarios más conocidos fueron el bubi Marcos Ropo Uri, y los fang Enrique Nvo y Francisco Ondó Michá, un prestigioso catequista que ejercía en la misión de Nkue-Efulan. 
En 1954, a propuesta de Atanasio Ndongo, la CNLGE tomó el nombre de Movimiento Nacional de Liberación de Guinea Ecuatorial (MONALIGE).
En abril de 1955, Franco le otorga la "Orden de África", con la categoría de Medalla de Plata.
Cabeza visible del MONALIGE en la región continental, el 28 de noviembre de 1959, Mañé fue detenido en Bata, cerca de la Misión Católica; trasladado al cuartel de la Marina y luego embarcado en un buque que zarpaba hacia Bioko, pero no llegó a la isla. Desde entonces se cree que fue arrojado al mar. Todo esto ocurrió, curiosamente, apenas una semana después de la misteriosa muerte de Enrique Nvo, otro líder independentista guineano presuntamente asesinado por órdenes del gobierno colonial.
Un expediente secreto del 28 de noviembre de 1959 destinado a la Dirección General de Seguridad, le describía como el "Secretario y Jefe del sector de Bata en el Movimiento de tipo nacionalista". Este informe también afirmaba que "Según el informador del Gobierno General no se debe confiar en los Guardias territoriales, pues ha observado que los que hablan con Acacio en la calle o en cualquier parte, luego a su vez se disgregan para sucesivamente transmitir las instrucciones y noticias". Parece ser que una de sus últimas acciones fue entregar "una carta al Ministro camerunés, Assalé para su envío a París y de allí a la O.N.U. la cual está relacionada con la libertad e independencia de Guinea española". En el informe se describe que Acacio Mañé estaba preparando su exilio a Camerún: "está haciendo una colecta para su desplazamiento al Camerún. Tan pronto se recoja dicho dinero saldrá para Ebebeyim, pasar la frontera y meterse en el Camerún, usando como contraseña para conocimiento la palabra "estrella". Se acordó en una de las reuniones preparar la iniciación del movimiento revolucionario en el año 1960. Parece que este individuo tiene en su poder tres pistolas completamente nuevas, solicitando de Enrique Nvo que le remita cuatro más cuesten lo que cuesten; según el mismo confidente este individuo tiene un amigo en el Gobierno General que le dice todo".
Según el notario Sebastián Humanes López, el gobernador y almirante Faustino Ruiz González habría sido procesado infructuosamente en 1959 por el Tribunal Superior de Justicia de la Guinea Española para esclarecer y exigir responsabilidades por esta ejecución. Fracasado el intento de procesarle, se retiró dos años después de la gobernación, y tras su fallecimiento en 1969 fue declarado "Hijo Predilecto de la Ciudad" de San Fernando (Cádiz) en donde tiene dedicada una calle.

## Reconocimiento
En palabras del presidente Macías, la bandera de la joven república incorporará «una franja roja que simboliza la sangre de nuestros mártires revolucionarios y anticolonialistas Acacio Mañe y Enrique Nvo».
En la década de 1970, el buque que unía Bata con Malabo (Bioko) llevaba el nombre del líder independentista. Actualmente, uno de los barrios de la ciudad de Bata lleva su nombre. También algunas ciudades del país llevan calles y centros de estudio con su nombre. La candidata por el PPGE a alcaldesa de Bata en las elecciones municipales de Guinea Ecuatorial de 1995, Regina Mañe Ela, afirmó en una entrevista que Acacio Mañé y su abuela eran parientes. En 2006, mediante el Decreto Presidencia n.º 100/2006, se concedió a título póstumo la condecoración a los mártires de la independencia nacional: Enrique Nvo Okenve, Acacio Mañé Elá y Salvador Ndong Ekang.
En 2024, como resultado del trabajo de investigación para la elaboración del documental "Negro Limbo" sobre la desaparición de Acacio Mañé, el gobierno de España a través del Ministerio de Política Territorial y Memoria Democrática le reconoció oficialmente la declaración de reconocimiento y reparación personal como víctima de la represión política y colonial del franquismo.   